# Grčić
Grčić (Servisch cyrillisch Грчић) is een plaats in de Servische gemeente Ljubovija. De plaats telt 334 inwoners (2002).